# Mentzelia sinuata
Mentzelia sinuata là một loài thực vật có hoa trong họ Loasaceae. Loài này được (Rydb.) R.J. Hill mô tả khoa học đầu tiên năm 1976.